# يونيفرسال انتراكتيف
يونيفرسال انتراكتيف (بالإنجليزية:Universal Interactive) (تأسست باسم إستديوهات يونيفرسال انتراكتيف) هي شركة أمريكية سابقة كانت مختصة في تطوير ونشر ألعاب الفيديو ولقد تأسست عام 1993 ويقع مقرها في لوس أنجلوس، كاليفورنيا في الولايات المتحدة ولقد توقفت عام 2007.

## ألعاب من إنتاجها
- كراش بانديكوت (سلسلة)
- سبايرو (سلسلة)